# Santa Fe (Rialp)
Santa Fe és una muntanya de 1.510 metres d'altitud del terme municipal de Rialb, a la comarca del Pallars Sobirà, dins del seu terme primigeni.
Està situada al sud-est de Roní, a l'extrem nord de la Serra de Llus.